# Coupe du monde de patinage de vitesse sur piste courte 2019-2020
Navigation
Édition précédente Édition suivante
Le circuit de coupe du monde de patinage de vitesse sur piste courte 2019-2020 est un circuit de six Coupes du monde sur une période de 4 mois. Il s'agit de la seule compétition de l'Union internationale de patinage à ne pas avoir de classement général, avec uniquement un classement par distance, en dehors des Jeux olympiques.

## Déroulement
Les manches du circuit de la saison 2019-2020 sont :
| Date                                 | Ville          |
| ------------------------------------ | -------------- |
| 1er novembre 2019 - 3 novembre 2019  | Salt Lake City |
| 8 novembre 2019 - 10 novembre 2019   | Montréal       |
| 29 novembre 2019 - 1er décembre 2019 | Nagoya         |
| 6 décembre 2019 - 8 décembre 2019    | Shanghai       |
| 7 février 2019 - 9 février 2019      | Dresde         |
| 14 février 2019 - 16 février 2019    | Dordrecht      |

## Podiums

### Première manche
| Épreuves       | Or                                                                       | Argent                                                             | Bronze                                                            |
| -------------- | ------------------------------------------------------------------------ | ------------------------------------------------------------------ | ----------------------------------------------------------------- |
| Hommes         |                                                                          |                                                                    |                                                                   |
| 500 m          | Hwang Dae-heon                                                           | Viktor Ahn                                                         | Shaoang Liu                                                       |
| 1 000 m        | Hwang Dae-heon                                                           | Viktor Ahn                                                         | Park Ji-won                                                       |
| 1 500 m        | Semen Elistratov                                                         | Kim Dong-wook                                                      | Alexander Shulginov                                               |
| 500 m (2)      | Wu Dajing                                                                | Shaolin Sándor Liu                                                 | Abzal Azhgaliyev                                                  |
| relais 5 000 m | Russie Semen Elistratov Daniil Eybog Pavel Sitnikov Viktor Ahn           | Corée du Sud Hwang Dae-heon Kim Dong-wook Park In-wook Park Ji-won | Canada Pascal Dion Steven Dubois Charles Hamelin Maxime Laoun     |
| Femmes         |                                                                          |                                                                    |                                                                   |
| 500 m          | Martina Valcepina                                                        | Yara van Kerkhof                                                   | Petra Jaszapati                                                   |
| 1 000 m        | Suzanne Schulting                                                        | Han Yutong                                                         | Zhang Chutong                                                     |
| 1 500 m        | Kim Boutin                                                               | Suzanne Schulting                                                  | Han Yutong                                                        |
| 500 m (2)      | Kim Boutin                                                               | Qu Chunyu                                                          | Lara van Ruijven                                                  |
| relais 3 000 m | Chine Fan Kexin Han Yutong Qu Chunyu Zhang Yuting                        | Corée du Sud Choi Min-jeong Kim Ji-yoo Kim Alang Noh Ah-rum        | Canada Alyson Charles Danaé Blais Claudia Gagnon Courtney Sarault |
| Mixte          |                                                                          |                                                                    |                                                                   |
| 2 000 m relais | Pays-Bas Ekaterina Efremenkova Daniil Eybog Sofia Prosvirnova Viktor Ahn | Chine Fan Kexin Han Tianyu Qu Chunyu Wu Dajing                     | Corée du Sud Kim Alang Kim Dagyeom Park Ji-won Seo Whi-min        |

### Deuxième manche
| Épreuves       | Or                                                               | Argent                                                                                | Bronze                                                                      |
| -------------- | ---------------------------------------------------------------- | ------------------------------------------------------------------------------------- | --------------------------------------------------------------------------- |
| Hommes         |                                                                  |                                                                                       |                                                                             |
| 500 m          | Shaolin Sándor Liu                                               | Hwang Dae-heon                                                                        | Pavel Sitnikov                                                              |
| 1 000 m        | Hwang Dae-heon                                                   | Steven Dubois                                                                         | Han Tianyu                                                                  |
| 1 500 m        | Park Ji-won                                                      | An Kai                                                                                | Lee June-seo                                                                |
| 1 000 m (2)    | Semen Elistratov                                                 | Park In-wook                                                                          | Park Ji-won                                                                 |
| relais 5 000 m | Hongrie Csaba Burjan Shaolin Sándor Liu Shaoang Liu Cole Krueger | Corée du Sud Hwang Dae-heon Kim Dong-wook Park In-wook Lee June-seo                   | Russie Semen Elistratov Denis Aïrapetian Pavel Sitnikov Alexander Shulginov |
| Femmes         |                                                                  |                                                                                       |                                                                             |
| 500 m          | Kim Boutin                                                       | Martina Valcepina                                                                     | Natalia Maliszewska                                                         |
| 1 000 m        | Kim Boutin                                                       | Seo Whi-min                                                                           | Fan Kexin                                                                   |
| 1 500 m        | Kim Ji-yoo                                                       | Noh Do-hee                                                                            | Hanne Desmet                                                                |
| 1 000 m (2)    | Han Yutong                                                       | Courtney Lee Sarault                                                                  | Ekaterina Efremenkova                                                       |
| relais 3 000 m | Chine Fan Kexin Zang Yize Qu Chunyu Zhang Yuting                 | Russie Ekaterina Efremenkova Ekaterina Konstantinova Emina Malagich Sofia Prosvirnova | Canada Alyson Charles Danaé Blais Kim Boutin Courtney Lee Sarault           |
| Mixte          |                                                                  |                                                                                       |                                                                             |
| 2 000 m relais | Chine Ren Ziway Han Tianyu Qu Chunyu Zhang Yuting                | Russie Ekaterina Efremenkova Denis Aïrapetian Evgeniya Zakharova Pavel Sitnikov       | Corée du Sud Lee June-seo Noh Do-hee Park Ji-won Seo Whi-min                |

## Troisième manche
| Épreuves       | Or                                                                            | Argent                                                                      | Bronze                                                                             |
| -------------- | ----------------------------------------------------------------------------- | --------------------------------------------------------------------------- | ---------------------------------------------------------------------------------- |
| Hommes         |                                                                               |                                                                             |                                                                                    |
| 500 m          | Shaoang Liu                                                                   | Pavel Sitnikov                                                              | Park In-wook                                                                       |
| 1 000 m        | Park Ji-won                                                                   | Shaoang Liu                                                                 | Semen Elistratov                                                                   |
| 1 500 m        | Kim Dong-wook                                                                 | Park In-wook                                                                | Keita Watanabe                                                                     |
| 1 500 m (2)    | Park Ji-won                                                                   | Lee June-seo                                                                | Ibuki Hayashi                                                                      |
| relais 5 000 m | Chine An Kai Han Tianyu Ren Ziwei Wu Dajing                                   | Corée du Sud Lee June-seo Kim Dong-wook Park In-wook Park Ji-won            | Russie Semen Elistratov Daniil Eybog Pavel Sitnikov Denis Aïrapetian               |
| Femmes         |                                                                               |                                                                             |                                                                                    |
| 500 m          | Kim Boutin                                                                    | Arianna Fontana                                                             | Kim Ji-yoo                                                                         |
| 1 000 m        | Noh Ah-rum                                                                    | Suzanne Schulting                                                           | Kristen Santos                                                                     |
| 1 500 m        | Kim Ji-yoo                                                                    | Kim Boutin                                                                  | Arianna Fontana                                                                    |
| 1 500 m (2)    | Suzanne Schulting                                                             | Courtney Sarault                                                            | Han Yutong                                                                         |
| relais 3 000 m | Italie Arianna Fontana Cynthia Mascitto Nicole Botter Gomez Martina Valcepina | Canada Alyson Charles Danaé Blais Kim Boutin Courtney Sarault               | Russie Ekaterina Konstantinova Emina Malagich Sofia Prosvirnova Evgeniya Zakharova |
| Mixte          |                                                                               |                                                                             |                                                                                    |
| 2 000 m relais | Corée du Sud Kim Alang Kim Dong-wook Park In-wook Choi Min-jeong              | Russie Ekaterina Efremenkova Daniil Eybog Evgeniya Zakharova Pavel Sitnikov | Pays-Bas Daan Breeuwsma Itzhak de Laat Lara van Ruijven Suzanne Schulting          |